# Renato Cellini
Renato Cellini (24 de abril de 1912–Nueva Orleans, 25 de marzo de 1967) fue un célebre director de orquesta operístico italiano. Su padre fue Enzio Cellini, quien era director escénico que trabajó con Arturo Toscanini.

## Biografía
Cellini marchó a los Estados Unidos en 1947, cuando se unió a la Metropolitan Opera y allí debutó dirigiendo Don Carlos, el 9 de abril de 1952, con Jussi Björling, Eleanor Steber y Regina Resnik en el elenco. Al año siguiente, dirigió Aida (con Herva Nelli y Jean Madeira) y La forza del destino (con Zinka Milanov y Mario del Monaco).  En 1954, dirigió La forza de nuevo (ahora con Nelli y Leonard Warren), y un programa doble de Cavalleria rusticana y Pagliacci.
En 1954, Cellini fue nombrado director general y director de la Asociación de la Ópera de Nueva Orleans, donde debutó con La bohème (dirigida por Armando Agnini). Mientras estuvo allí, fundó el Teatro de Ópera Experimental de América (1954-60), en asociación con la Ópera de Nueva Orleans. Fue "designado para dar a los jóvenes cantantes una oportunidad de ser oído en la ópera." Estos jóvenes cantantes incluyeron Harry Theyard, Mignon Dunn, Norman Treigle, John Reardon, Audrey Schuh, André Turp, Chester Ludgin, John Macurdy, Stanley Kolk, Ara Berberian, Enrico di Giuseppe, Ticho Parly y Benjamin Rayson.
Mientras estaba en Nueva Orleans, Cellini dirigió representaciones de muchas óperas, incluyendo Otelo (con Ramón Vinay y Nelli), Tosca (con Inge Borkh y Robert Weede), Lakmé, Amelia al ballo (con Schuh), Electra, L'amore dei tre re, Falstaff (con Warren), Werther, La cenicienta, Borís Godunov (con Boris Christoff), El trovador, Turandot, Norma, Don Giovanni (con Treigle), Tannhäuser, La Gioconda, Manon (con Phyllis Curtin y Nicolai Gedda), Un baile de máscaras, Orfeo y Eurídice, El caballero de la rosa, Rigoletto (con Cornell MacNeil) y La fuerza del destino (con Eileen Farrell y Richard Cassilly).
Durante la década que Cellini lideró la Ópera de Nueva Orleans, muchas estrellas nacionales e internacionales hicieron su estreno local con la compañía. Estas incluyeron a Luigi Alva (como Almaviva en El barbero de Sevilla), Giuseppe Campora (como Edgardo en Lucía de Lammermoor), Lisa della Casa (como la Mariscala en El caballero de la rosa), Plácido Domingo (como Lord Arturo Bucklaw en Lucía), Gedda (como des Grieux), Louis Quilico (como Lescaut), Cesare Siepi (como Don Giovanni) y Beverly Sills (las heroínas de Los cuentos de Hoffmann). 
En 1964, debido al declive de su salud, Cellini dirigió por última vez, para una representación de Aida. Murió el 25 de marzo de 1967 (Sábado Santo), en Nueva Orleans, a la edad de 54 años y está enterrado en el cementerio Metairie. En 2004, su viuda, Pinuccia, se trasladó desde Nueva Orleans hasta Tennessee.

## Discografía de estudio (óperas completas)
- Verdi: Rigoletto (Berger, Merriman, Peerce, Warren, Tajo; 1950) RCA.
- Verdi: El trovador (Milanov, Barbieri, Björling, Warren, Moscona; 1952) RCA.
- Mascagni: Cavalleria rusticana (Milanov, Björling, Merrill; 1953) RCA.
- Leoncavallo: Pagliacci (de los Ángeles, Björling, Franke, Warren, Merrill; 1953) RCA.

## Discografía "en vivo" aprobada
- Verdi: Falstaff (della Chiesa, Schuh, Turp, Warren, Torigi; 1956) VAI.
- Verdi: La Traviata: excerpts (Kirsten, Hayward, MacNeil; 1958) VAI.
- Puccini: La bohème (Albanese, Schuh, di Stefano, Valdengo, Treigle; 1959) VAI.
- Puccini: Madama Butterfly (Kirsten, Barioni, Torigi; 1960) VAI.
- Saint-Saëns: Sansón y Dalila (Stevens, Vinay, Berberian; 1960) VAI.
- Ponchielli: La Gioconda (Milanov, Kramarich, Gismondo, Bardelli, Wilderman; 1960) VAI.
- Verdi: La forza del destino: extractos (Farrell, Cassilly; 1963) VAI.
- Mascagni: Cavalleria rusticana (Milanov, Gismondo, Rayson; 1963) VAI.